# Kroknematod
Kroknematod tidigare kallad Kornål (Subanguina radicicola) är en rundmaskart som först beskrevs av Richard Greeff 1872.  Subanguina radicicola ingår i släktet Subanguina och familjen Anguinidae. Arten är reproducerande i Sverige. Inga underarter finns listade i Catalogue of Life.
Kroknematoden angriper rotspetsarna främst på kornplantor och bildar där små gallknölar, något som kallats åkersjuka, kornsjuka eller korntrötthet. Kornplantorna blir förkrympta och bär endast ett fåtal kärnor i axen.